# نظام عضوي وطني

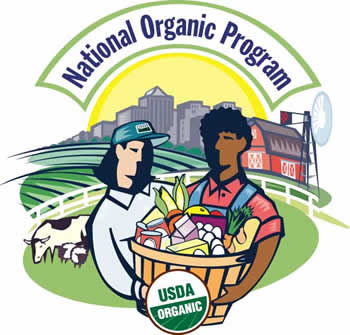
البرنامج العضوي الوطني (الذي تديره وزارة الزّراعة الأمريكيّة) مَسؤول عن تصنيف الأطعمة على أنها «عُضويّة»

البرنامج العضوي الوطني (بالإنجليزية: National Organic Program)‏ هُو الإِطارُ التنظيمي الفيدراليّ في الولاياتِ المتحدة الأمريكيّة التي تحكم الأَغذية العضويّة، وهو أيضًا اسم برنامج خدمة التسويق الزراعي التابع لِوَزارة الزراعة الأمريكيّة المسؤول عن إدارةِ وإنفاذ الإطار التنظيمي. تَتمثل المَهمة الأساسية لـهذا البرنامج في حمايةِ سلامة الختم العضوي لِوزارة الزراعة الأمريكيّة. يُستخدم الخَتم للمنتجاتِ التي تَلتَزم بِمعاييرِ وزارة الزراعة الأَمريكيّة والتي تحتوي على 95٪ من المكوناتِ العُضويّة على الأقل.
يَتطلب قانون إنتاج الأغذية العضوية لعام 1990 أن تقوم وزارة الزّراعة الأمريكيّة بتطويرِِ معايير وطنيّة لِلمنتجاتِ العُضوِيّة، وتمّ نشر القاعدة النهائية التي تُنشئ البرنامج العضوي الوطني لِأَول مرة في السّجلِ الفيدرالي في عام 2000 وَتم تَدوينها في قانونِ اللوائحِ الفيدراليّة من قانون المواد الكيميائية.

## نظرة عامة
يُغطي البرنامج العضوي الوطني المُنتَجات الغذائية الزراعيّة الطازَجَة والمُعالَجة.
نَما البرنامج العضوي الوطني من أقلِ مِنْ اثني عشر موظفاً في عامِ 2008 إلى نحو 37 موظفاً في عامِ 2019.
واعتباراً مِنْ شباط/فِبراير2019،  يَعملُ البرنامجُ في ثَلاثةِ أقسامٍ بالإضافةِ إلى مكتبِ نائب المدير: المعايير والاعتماد والأنشطة الدولية، والامتثال والإنفاذ.

الختم العضوي في وزارة الزراعة الأمريكية

الأنشطة الرئيسية للبرنامج العضوي الوطني هي:
- حافظ على قاعدة بيانات النزاهة  العضوية، وهي قائمة بالعمليات العضوية المعتمدة، ومساعدة المزارعين والأعمال التجارية على تعلم كيفية الحصول على شهادات.
- وضع أنظمة وإرشادات بشأنِ المعاييرِ العضوية.
- إدارة القائمة الوطنية للموادِ المَسموحِ بِها والمحظورة.
- اعتماد وكلاء التصديق لاعتمادِ المُنتِجين العضويين والمتعاملين.
- تسهيلُ عمل المجلس الوطني للمعايير العضوية، وهو لجنة استشاريّة فيدراليّة.
- توفير التدريب للوكلاء المعتمدين وموظفي وزارة الزراعة الأمريكية وغيرهم مِنْ أصحابِ المصلحةِ.
- إشراك وخدمة المُجتمع العضوي.
- التحقيق في الانتهاكاتِ المزعومةِ للمعاييرِ العضوية وتقديم المخالفين للعدالة.

## قانون
قانون إنتاج الأغذية العُضويّة لِعام 1990 «يُطلبُ من وزيرِ الزّراعةِ وضعُ قائمة وطنية للموادِ المَسموحِ بها والمحظورةِ والتي تحدد المَواد الاصطِناعيّة التي يمكن استخدامها والمواد غير الاصطِناعيّة التي لا يُمكن استخدامُها في عملياتِ الإنتاج والتداول العضوي» بِموجب هذا القانون، أصدرَ وزير الزّراعة لوائحَ إنشاء البرنامج العضوي الوطني في عامِ 2000. يَقتصرُ استخدام مصطلح «عضوي» على منتجي المنتجات العضوية المعتمدين (باستثناءِ المزارعين الذين يبيعون أقل من 5000 دولار في السنة، الذين ما زال يتعينُ عليهم الامتثال لمراجعةِ السّجلات وتقديمهم إليها إذا طلب منهم ذلك، ولكن لا يتعينُ عليهم تقديم طلب رسميًا). يتم التعامل مع الشهادة من قبل الوكالات الحكومية والخاصة وغير الهادفة للربح التي تمت الموافقة عليها من قبل وزارة الزراعة الأمريكية (انظر القسم أدناه).
تُغَطي لوائحُ البرنامج العُضوي الوطني بالتفصيلِ جميع جوانب إنتاج الأغَذية ومُعالجَتِها وتسليمها وبيعها بالتجزئة، بِموجب هذا البرنامج، يجب أن يكون المزارعون ومعالجو الأَغذِية الذين يرغبون في استخدامِ كَلمة عُضوي في إشارةٍ إلى أعمالهم ومنتجاتهم، عضويين. يُعفى المُنتِجون الذين لا تتجاوز مبيعاتِهم السّنوية 5000 دولار أَمريكي ولا يحتاجون إلى شَهادة (ومع ذلك، لا يزال يَتعين عليهِم اتباعَ معايير البرنامج العضوي الوطني، بما في ذلك الاحتفاظ بالسجلاتِ وتقديمها إلى تدقيق الإنتاج إذا طُلِبَ ذلك، ولا يمكنهم استخدام مصطلح عضوي معتمد).
يجب أن تلتزم المنتجات التي تحمل علامة «عضويّة بنسبةِ 100٪» أو «عضوية» أو «مصنوعة من مكوناتٍ عضويّة» بمتطلبات الإنتاجِ العُضوي والمعالجة الموضحة في اللائحة 7 من اللوائحِ الفدراليّة الجزء 205. يحددُ ختم وزارة الزراعة الأمريكيّة المنتجات الخام والطازَجة والمعالجة باستخدامِ على الأقل 95٪ من المكونات العضوية. المنتج الذي لم يتم اعتماده كمنتج عضوي من قبل وكيل تصديق معتمد من وزارة الزراعة الأمريكيّة قد لا يحمل الختم العُضوي لوزارة الزراعة الأمريكيّة. قد تشتمل المنتجات التي تحتوي على 70٪على الأقل من المكونات المنتجة عضوياً على ملصق «مصنوع من عضوي» لتحديد ما يصل إلى ثلاثة مكونات أو فئات مكونات. لا يمكنهم استخدام الختم العضوي لوزارة الزراعة الأمريكية أو إثبات أن المنتج النهائي عضوي.قد يؤدي إساءة استخدام الختم العضوي لوزارة الزراعة الأمريكية على أحد المنتجات إلى إجراءات الامتثال والإنفاذ لوزارة الزراعة الأمريكية، بما في ذلك غرامات تصل إلى 11000 دولار لكل انتهاك. قد يؤدي سوء الاستخدام أيضًا إلى تعليق أو إلغاء الشهادة العضوية للمخالف.

## وكلاء التصديق المعتمدون من وزارة الزراعة الأمريكيّة
اعتبارًا من عامِ 2019، هناك 79 وكيلًا معتمدًا معتمدًا من وزارةِ الزراعةِ الأمريكيّة.
يوفر البرنامج العضوي الوطني للمنتجين العضويين مواردَ للمساعدةِ في أن يصبحوا عضويين معتمدين، بما في ذلك كتيب البرنامج العضوي (الذي يتضمن إرشادات وتعليمات جهة التصديق ومذكرات السياسة)  وصحائف الوقائع ووحدات التدريب عبر الإنترنت وطرق تحديد وكلاء التصديق المعتمدين.

## المعادلة الدولية
ابتداءً من عامِ 2009، نفذتْ الولاياتُ المتحدة اتفاقية معادلة عضوية دوليّة مع كندا. في عام 2012 قاموا بتنفيذ اتفاقية مع الاتحاد الأوروبي (التنظيم البيئي للاتحاد الأوروبي)، وفي عام 2014 مع اليابان وكوريا. بموجب هذه الاتفاقيات، لا تحتاج المنتجات العضويّة المعتمدة من وزارةِ الزراعة الأمريكية إلى تلبيةِ مجموعة منفصلة من المعاييرِ قبل تصديرها إلى السوق، والعكس صحيح، حيث تشير اتفاقيات التكافؤ بشكل أساسي إلى أن مجموعتي المعايير متكافئتان على الرغم من بعض الاختلافات الطفيفة وتفعل ذلك. لا تتطلب أي شهادة إضافية لسوق معين. تعمل هذه الاتفاقيات على تبسيط متطلبات إصدار الشهادات وزيادة الوصول إلى فرصِ السوق الجديدة، مع الحفاظ على السّلامة العضويّة للأسواقِ المعنيّة.

## الدعم والمساعدة
يوفر البرنامج العضوي لحوافز الجودة البيئية التابع لوزارة الزراعة الأمريكية المساعدة المالية والتقنية لبعض المنتجين العضويين لتنفيذِ ممارسات الحفظ.